# Damaskus

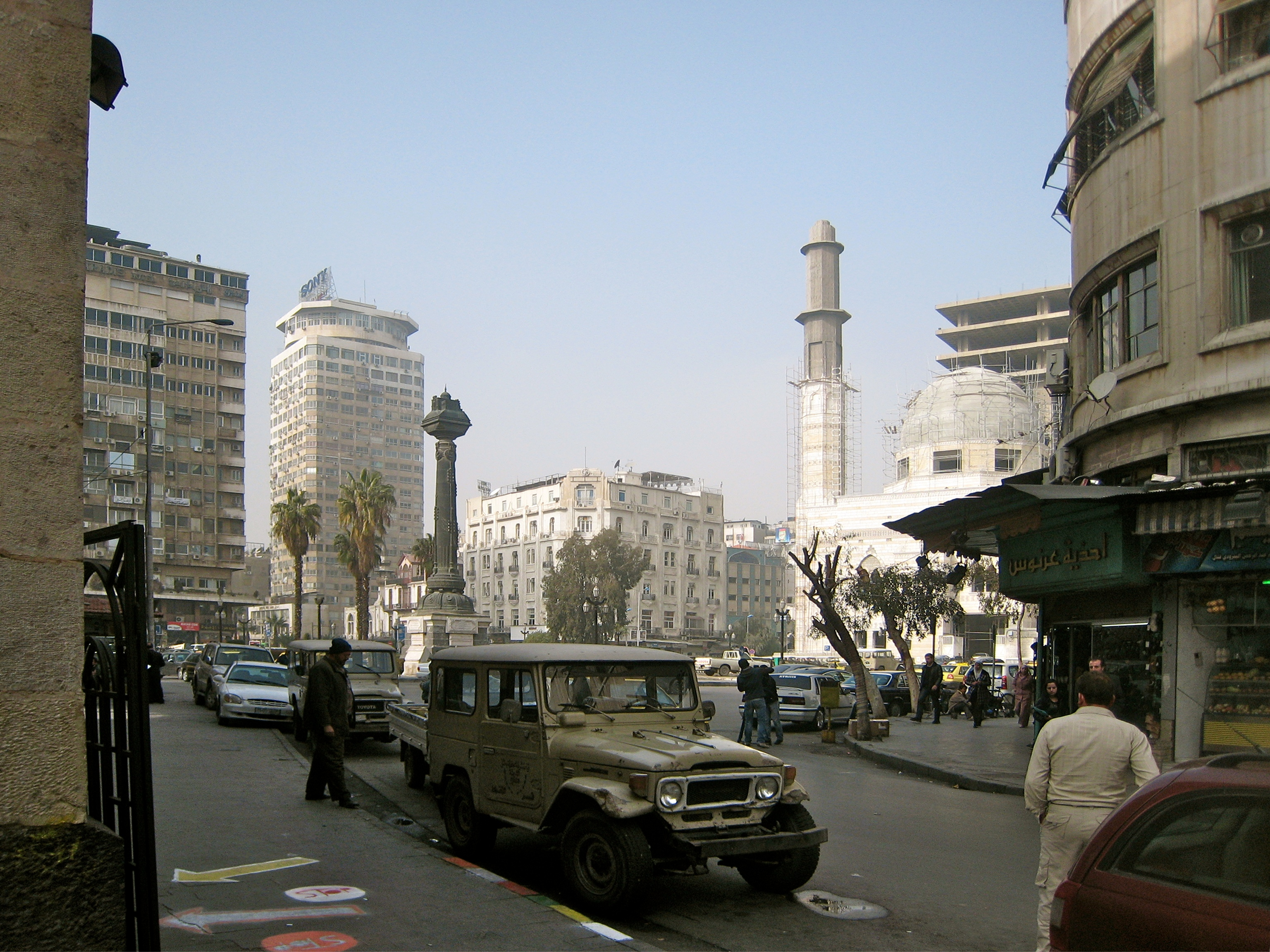
Al-Merjeh i januari 2009.

Damaskus (arabiska: دِمَشْق, Dimashq), i vardagligt tal även kallat ash-Sham (الشَّام), är Syriens huvudstad. Staden utgör, tillsammans med flyktinglägret Yarmuk i stadens utkant, provinsen Damaskus (Muhafazat Dimashq, ibland förtydligat Muhafazat Madinat Dimashq), som hade cirka 1,7 miljoner invånare 2009. Damaskus är samtidigt administrativ huvudort för den större, omgivande provinsen Rif Dimashq.
Gamla staden i Damaskus blev 1979 uppsatt på Unescos världsarvslista.
Staden har fått ge namn åt bland annat vävtekniken damast, smidestekniken damaskering och damaskenerstålet, plommonet Prunus Damascena samt damascenerrosorna.

## Historia
Damaskus är en av världens äldsta städer som fortfarande bebos. Den omnämns bland annat i Bibeln (redan i Första Mosebok). Staden var vid allra första början arameisk och grundades av den arameiska kungen Reson på 1000-talet f.Kr. Damaskus blev det allra starkaste fästet bland de arameiska småstaterna i Aram (Syrien) och benämndes "Aram-Damascus". En dynasti av mäktiga arameiska kungar härskade i denna huvudstad. Under den arameiska kungen Bar Hadad II Idri och Hasael utgjorde staten det största hotet mot grannländerna, främst mot Israel och Assyrien. Aram Damascus togs från araméerna på 730-talet f.Kr. och förlorade sin politiska betydelse som viktigt arameisk fäste.
Här har även judar, under kung Davids tid, egyptier, perser, Alexander den store, seleukiderna och romerska riket lämnat politiska spår efter sig. År 635 erövrades staden av araberna, som gjorde den till huvudstad, särskilt under Umayyaddynastin mellan 661 och 750. Staden belägrades förgäves av korstågsriddarna, men intogs och brändes år 1401 av mongolerna.
Staden var en del av Osmanska riket från 1516 till 1918. Enligt Versaillesfreden 1919 blev staden och resten av Syrien ett franskt mandat 1920, vilket det var fram till självständigheten 1946.

## Geografi och stadsbild
Damaskus ligger ungefär 80 kilometer inåt land från Medelhavet skyddad av bergskedjan Anti-Libanon. Staden ligger på en platå 680 meter över havet.
Den gamla staden i Damaskus ligger innanför stadsmurarna vid floden Baradas södra strand. Den är i sydöst, norr och nordöst omgiven av förortsområden vars historia sträcker sig till medeltiden: Midan i sydväst, Sarouja i nord och Imara i nordväst. Dessa distrikt uppstod först vid vägar som ledde ut ur staden, nära gravplatser. På 1800-talet växte byar fram på Jabal Qasiouns backar. Dessa nya distrikt beboddes främst av kurdiska soldater och muslimer som drivits ut ur före detta osmanska områden i Europa. Därför kom de att döpas till al-Akrad (kurderna) och al-Muhajirin (migranterna). De låg två till tre kilometer norr om den gamla staden.
Från och med det sena 1800-talet började ett modernt administrativt och kommersiellt centrum växa upp väster om den gamla staden, runt ett område vid namn al-merjeh eller "ängen". Al-Merjeh blev snabbt namnet för området, som blev Damaskus moderna centrum. Ett europainspirerat bostadskvarter började snart byggas på vägen mellan al-Merjeh och Salihiyye. Med tiden flyttades det kommersiella och administrativa centret mer och mer norrut mot detta område.
På 1900-talet började nyare förstäder byggas norr om Barada, och till viss del söderut, in i Ghouta-oasen. Från och med 1955 blev distriktet Yarmuk ett hem för tusentals palestinska flyktingar. Stadsplanerare ville skydda Ghouta så mycket som möjligt, och under det senare 1900-talet byggdes de flesta nya byggnader i norr, i västra distriktet Mezze, och senare längs med Baradadalen i Dumar i nordväst och på bergsslänterna vid Berze i nordöst. Fattigare områden har för det mesta utvecklats söder om staden.
Oasen Ghouta förser Damaskus med dricksvatten, men har minskat på grund av stadens snabba expansion, och den har dessutom förorenats av trafik, industrier och kloaker.

## Klimatet
Staden ligger i den subtropiska klimatzonen. Den genomsnittliga temperaturen över hela året ligger vid 16,7 °C. På grund av läget bakom bergskedjan Anti-Libanon är mängden nederbörd liten med ett genomsnittligt värde på 194 mm per år.
De varmaste månaderna är juni till augusti med en genomsnittlig temperatur mellan 24,6 och 26,6 °C. Den kallaste tiden ligger mellan december och februari med en medeltemperatur på 6,2 till 7,9 °C. Den största nederbördsmängden uppträder mellan oktober och april med 12 till 44 mm per månad. Mellan maj och september faller bara 0 till 5 mm regn per månad.
|                                            | Jan  | Feb  | Mar  | Apr  | Maj  | Jun  | Jul  | Aug  | Sep  | Okt  | Nov  | Dec  |
| ------------------------------------------ | ---- | ---- | ---- | ---- | ---- | ---- | ---- | ---- | ---- | ---- | ---- | ---- |
| Normaldygnets maximitemperaturs medelvärde | 11,7 | 13,9 | 18,3 | 23,9 | 28,9 | 32,8 | 35,6 | 37,2 | 32,8 | 27,2 | 19,4 | 13,3 |
| Normaldygnets minimitemperaturs medelvärde | 2,2  | 3,9  | 5,6  | 9,4  | 12,8 | 16,1 | 17,8 | 17,8 | 15,6 | 12,2 | 8,3  | 4,4  |
|                                            |      |      |      |      |      |      |      |      |      |      |      |      |
| Nederbörd                                  | 43   | 43   | 8    | 13   | 3    | 2    | 2    | 0    | 18   | 10   | 41   | 41   |

| Diagram | temperaturer i °C • månadsnederbörd i mm • Källa: ZDF Wetter (tyska) | temperaturer i °C • månadsnederbörd i mm • Källa: ZDF Wetter (tyska) | temperaturer i °C • månadsnederbörd i mm • Källa: ZDF Wetter (tyska) | temperaturer i °C • månadsnederbörd i mm • Källa: ZDF Wetter (tyska) | temperaturer i °C • månadsnederbörd i mm • Källa: ZDF Wetter (tyska) | temperaturer i °C • månadsnederbörd i mm • Källa: ZDF Wetter (tyska) | temperaturer i °C • månadsnederbörd i mm • Källa: ZDF Wetter (tyska) | temperaturer i °C • månadsnederbörd i mm • Källa: ZDF Wetter (tyska) | temperaturer i °C • månadsnederbörd i mm • Källa: ZDF Wetter (tyska) | temperaturer i °C • månadsnederbörd i mm • Källa: ZDF Wetter (tyska) | temperaturer i °C • månadsnederbörd i mm • Källa: ZDF Wetter (tyska) | temperaturer i °C • månadsnederbörd i mm • Källa: ZDF Wetter (tyska) |
|         | 43 12 2                                                              | 43 14 4                                                              | 8 18 6                                                               | 13 24 9                                                              | 3 29 13                                                              | 2 33 16                                                              | 2 36 18                                                              | 0 37 18                                                              | 18 33 16                                                             | 10 27 12                                                             | 41 19 8                                                              | 41 13 4                                                              |

## Kultur och sevärdheter

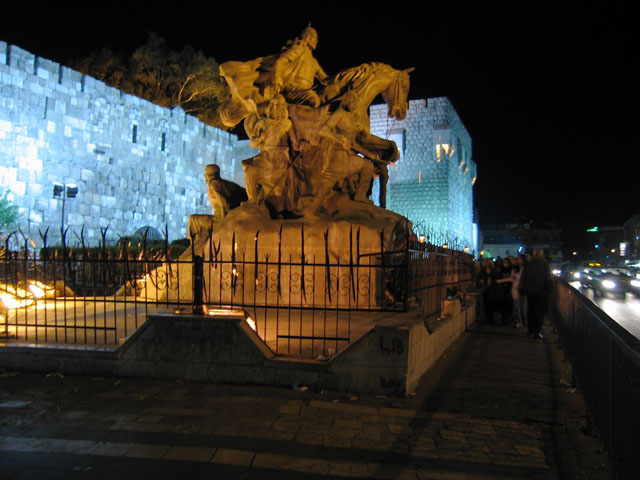
Monumentet över Saladin.

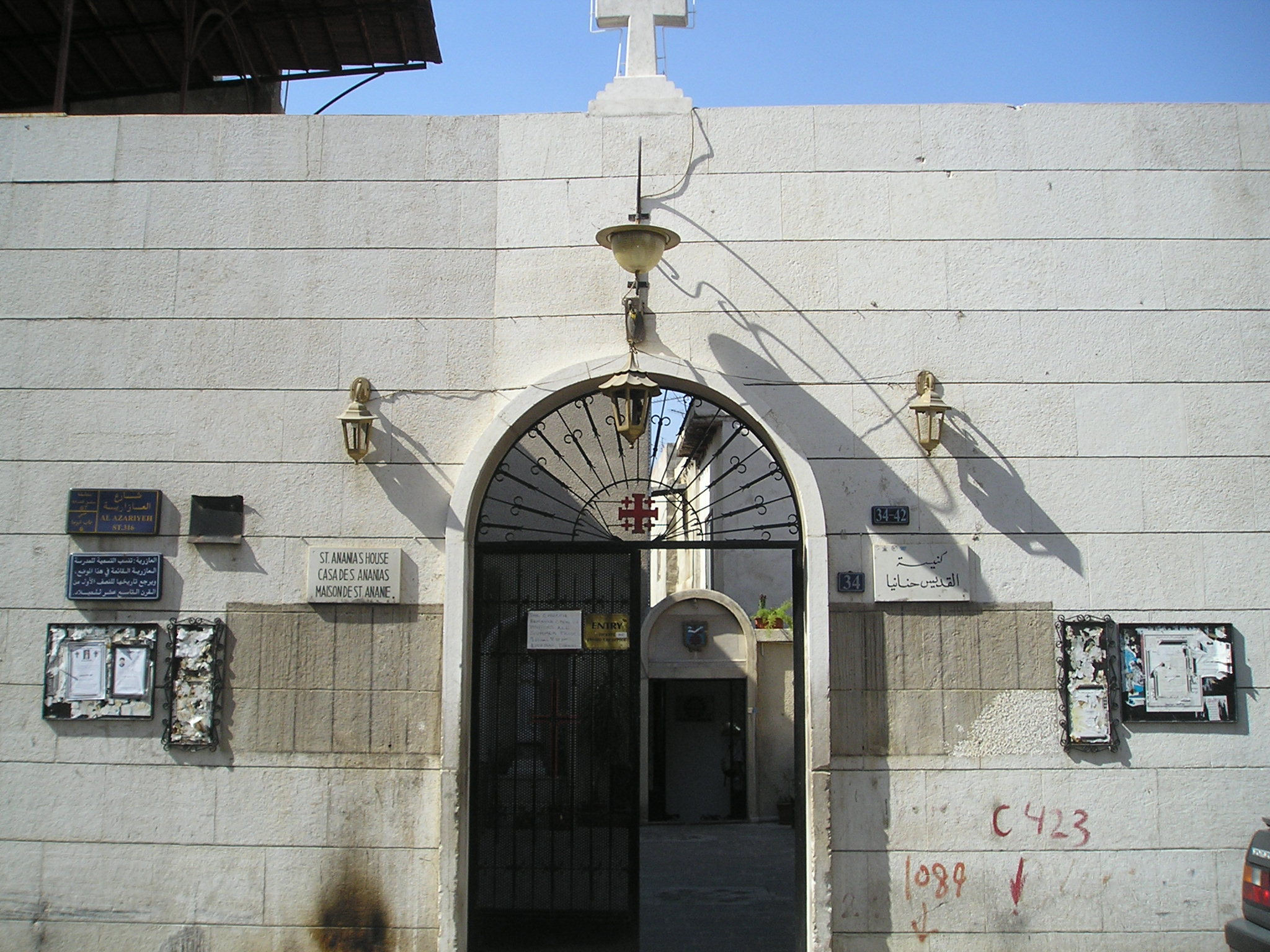
Ingången till Ananiaskyrkan.

### Religion
Ungefär 75 % av stadens befolkning är sunniter. 15 procent är kristna av olika konventioner. 6 % är alawiter och ytterligare 4 % av Damaskus invånare är fördelade på druser, shia, ismailiter, jezider och judar.[källa behövs]
I historien är några sammandrabbningar mellan dessa grupper kända (till exempel 1860) men i allmänhet lever de fridfullt bredvid varandra.

### Museer
Nationalmuseet som öppnades 1919 visar flera arkeologiska och historiska föremål. Här finns bland annat gamla skrifter från 1300-talet, 4000 år gamla skulpturer från Mari, statyer från Palmyra, en efterbildning av en synagoga från 200-talet, exemplar av Koranen från 1200-talet samt gamla vapen och läkarverktyg.
Av andra museer kan nämnas Armémuseet, Museet för syrisk konst och folktradition och ett museum som beskriver Syriens syn på Oktoberkriget.

### Byggnader
Gamla stan delas av Via recta i två delar men vägen är inte helt rak utan har en liten krökning. I gamla stadens nordvästra del ligger Umayyadmoskén som är Damaskus viktigaste religiösa byggnad. Kring moskén finns Souk Alhamaje, stadens äldsta och mest kända basar, souk. Dessutom är stadsdelen känd för flera turkiska bad, hamam.
I nordöstra delen av gamla staden ligger kvarteret för de kristna, Bāb Tūmā, med flera gamla kyrkor. Ananiaskyrkan byggdes på platsen där aposteln Paulus enligt gamla källor var bosatt i Damaskus. Kyrkan ligger sex meter under markytan.
Gamla staden är tätt bebyggd och har trånga gränder.

## Vänorter
- Dubai, Förenade arabemiraten[6]
- Istanbul, Turkiet
- Ankara, Turkiet
- Denizli, Turkiet
- Bagdad, Irak
- Toledo, Spanien
- Bogotá, Colombia
- Kairo, Egypten
- Aten, Grekland
- Bukarest, Rumänien
- Amman, Jordanien
- Teheran, Iran
- Córdoba, Spanien
- Alexandria, Egypten
- Rio de Janeiro, Brasilien
- Caracas, Venezuela
- Jerevan, Armenien
- Tripoli, Libanon
- Rabat, Marocko
- São Paulo, Brasilien
- Sana, Jemen
- Navi Mumbai, Indien